# Marató (Grècia)
Marató (en llatí Marathon, en grec antic Μαραθών) era una petita plana del nord-est de l'Àtica on hi havia quatre ciutats: Marató, Probalinthos (Προβάλινθος), Tricorythos (Τρικόρυθος) i Oenoe (Οἰνόη) que formaven un dels 12 antics districtes de l'Àtica abans de la reorganització de Teseu, i que per les quatre ciutats s'anomenava Tetràpolis. Quan Teseu va reunir les dotze ciutats independents en un estat, la forma tetràpolis va caure en desús, i Marató va designar tot el districte per ser la ciutat més important.
El seu nom derivaria d'un heroi epònim, Marató, fill d'Epopeu, rei de Sició que es va escapar a l'Àtica a causa de la crueltat del seu pare. Es deia que en aquest territori hi va regnar Xutos, que es va casar amb Creüsa, la filla d'Erecteu. Aquí s'hi van refugiar els heràclides quan van ser expulsats del Peloponès, i a la plana van vèncer i matar Euristeu.
Els habitants de Marató deien que havien estat els primers en donar culte a Hèracles, que tenia un santuari a la plana. A Marató Teseu va combatre amb el brau ferotge que devastava la plana i que Medea li havia enviat amb intenció de destruir-lo, segons diuen Plutarc i Pausànies. A l'Odissea Homer parla de Marató i pel que diu sembla que era un lloc d'importància.
Marató és famosa per la victòria que van obtenir els atenencs sobre els perses l'any 490 aC, coneguda com la batalla de Marató. Quan Milcíades el Jove, l'estrateg de les forces gregues hagués vençut els perses de Darios el Gran a Marató, els vençuts van decidir anar per mar de Marató a Atenes per saquejar-la, ja que no hi havia quedat cap guarnició. Milcíades va ordenar a tots els hoplites que marxessin a tota velocitat cap a Atenes, i quan l'exèrcit de Darios va arribar va trobar al seu davant la mateixa força enemiga que ja els havia vençut abans.